# Adicella hypseloknossoios
Adicella hypseloknossoios là một loài Trichoptera trong họ Leptoceridae. Chúng phân bố ở miền Cổ bắc.